# Vuelta a Murcia 2012
La 31ª edición Vuelta a Murcia (oficialmente: Vuelta Ciclista a Murcia), se disputó entre el 3 y el 4 de marzo de 2012. Estuvo dividida en 2 etapas para un total de 214,3 km, con inicio en Balneario de Archena y final en Murcia. 
Debido a una reducción del presupuesto la carrera de nuevo se redujo de 3 a 2 etapas, manteniendo, como viene siendo habitual desde la creación de los Circuitos Continentales UCI en 2005, su categoría 2.1 dentro del UCI Europe Tour 2011-2012. Por otra parte cambió levemente su nombre eliminando el término de "región" en él. 
Participaron 19 equipos. Los 2 equipos españoles de categoría UCI ProTeam (Euskaltel-Euskadi y Movistar Team); los 2 de categoría Profesional Continental (Andalucía y Caja Rural); y los 2 de categoría Continental (Orbea Continental y Burgos BH-Castilla y León) y la selección española. En cuanto a representación extranjera, estarán 12 equipos: los UCI ProTeam del Rabobank Cycling Team y Vacansoleil-DCM Pro Cycling Team; los Profesionales Continentales del Project 1t4i, Team NetApp, Topsport Vlaanderen-Mercator y RusVelo; y los Continentales del Endura Racing, Team NSP-Ghost, Gios Deyser-Leon Kastro, CCC Polkowice, Carmin-Prio; y la Selección Rusa bajo el nombre de Lokosphinpx. Formando así un pelotón de 133 ciclistas, con 7 corredores cada equipo (excepto el Team NetApp que salió con 6), de los que acabaron 124.
En ganador fue Nairo Quintana (quien además se hizo con la etapa montañosa). Le acompañaron en el podio Jonathan Tiernan-Locke y Wout Poels, respectivamente.
En las otras clasificaciones secundarias se impusieron Jonathan Castroviejo (puntos), Tomasz Marczynski (montaña), Alejandro Marque (metas volantes), Movistar (equipos) y Sergio Mantecón (murcianos).

## Etapas
| Etapa | Fecha      | Recorrido                                             | km         | Ganador         | Líder          |
| ----- | ---------- | ----------------------------------------------------- | ---------- | --------------- | -------------- |
| 1ª    | 3 de marzo | Balneario de Archena-Sierra Espuña (Alhama de Murcia) | 192        | Nairo Quintana  | Nairo Quintana |
| 2ª    | 4 de marzo | Murcia-Murcia                                         | 13,3 (CRI) | Alexander Serov | Nairo Quintana |

## Clasificaciones finales

### Clasificación general
| Posición | Ciclista               | Equipo            | Tiempo     |
| -------- | ---------------------- | ----------------- | ---------- |
|          | Nairo Quintana         | Movistar          | 5h 06' 10" |
| 2        | Jonathan Tiernan-Locke | Endura Racing     | + 6"       |
| 3        | Wout Poels             | Vacansoleil-DCM   | + 9"       |
| 4        | Sergio Pardilla        | Movistar          | + 15"      |
| 5        | Jonathan Castroviejo   | Movistar          | + 21"      |
| 6        | Samuel Sánchez         | Euskaltel-Euskadi | + 22"      |
| 7        | Johnny Hoogerland      | Vacansoleil-DCM   | + 25"      |
| 8        | Robert Gesink          | Rabobank          | + 33"      |
| 9        | Bartosz Huzarski       | NetApp            | + 47"      |
| 10       | Paul Voss              | Endura Racing     | + 1' 24"   |

### Clasificación por puntos
| Posición | Ciclista             | Equipo          | Puntos |
| -------- | -------------------- | --------------- | ------ |
|          | Jonathan Castroviejo | Movistar        | 28     |
| 2        | Nairo Quintana       | Movistar        | 25     |
| 3        | Alexander Serov      | RusVelo         | 25     |
| 4        | Wout Poels           | Vacansoleil-DCM | 20     |
| 5        | Robert Gesink        | Rabobank        | 19     |

### Clasificación de la montaña
| Posición | Ciclista                | Equipo          | Puntos |
| -------- | ----------------------- | --------------- | ------ |
|          | Tomasz Marczynski       | Vacansoleil-DCM | 12     |
| 2        | Nairo Quintana          | Movistar        | 10     |
| 3        | Jonathan Tiernan-Locke  | Endura Racing   | 8      |
| 4        | Wout Poels              | Vacansoleil-DCM | 6      |
| 5        | Julián Sánchez Pimienta | Caja Rural      | 6      |

### Clasificación de las metas volantes
| Posición | Ciclista          | Equipo                    | Puntos |
| -------- | ----------------- | ------------------------- | ------ |
|          | Alejandro Marque  | Carmin-Prio               | 6      |
| 2        | Cesare Benedetti  | NetApp                    | 2      |
| 3        | Tomasz Marczynski | Vacansoleil-DCM           | 2      |
| 4        | Francisco Antón   | Burgos BH-Castilla y León | 2      |

### Clasificación por equipos
| Posición | Equipo          | Tiempo      |
| -------- | --------------- | ----------- |
|          | Movistar        | 15h 19' 06" |
| 2        | Vacansoleil-DCM | + 1' 05"    |
| 3        | Endura Racing   | + 2' 43"    |
| 4        | NetApp          | + 5' 09"    |
| 5        | Caja Rural      | + 6' 01"    |